# Sesia ommatiaeformis
Sesia ommatiaeformis is een vlinder uit de familie wespvlinders (Sesiidae), onderfamilie Sesiinae.
Sesia ommatiaeformis is voor het eerst wetenschappelijk beschreven door Moore in 1891. De soort komt voor in het Palearctisch gebied.